# Johann Ulrich von Wallich

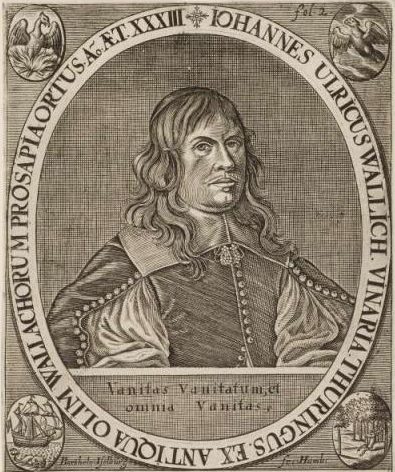
Johann Ulrich von Wallich im Alter von 33 Jahren
(Kupferstich von 1659)

Johann Ulrich von Wallich (* 1624 in Weimar; † 23. Mai 1673 in Stade), auch Johan Ulrik Wallich, war ein thüringischer Jurist in schwedischen Diensten. Als Königlich Schwedischer Sekretär und als Justizrat zu Stade nahm er an diplomatischen Missionen teil.

## Biografie
Es ist wenig bekannt über die Herkunft von Johann Ulrich von Wallich. Er wurde am 3. August 1624 in Weimar getauft. Weimar war damals die Residenzstadt des Herzogtums Sachsen-Weimar. Dessen Herzöge engagierten sich im Dreißigjährigen Krieg auf protestantischer Seite, so dass Sachsen mit der Hegemonialmacht Schweden vernetzt war. So kam denn Wallich irgendwann nach Schweden.
Ab 1651 war er Königlich Schwedischer Sekretär in Stade. Die Stadt war das Verwaltungszentrum des schwedischen Territoriums Bremen-Verden und Wallich gehörte zum Stab des Generalgouverneurs Hans Christoph von Königsmarck. In Stade blieb er, von einigen Reisen abgesehen, bis zu seinem Tod.
In seiner Eigenschaft als Sekretär begleitete er 1657/58 den schwedischen Gesandten Gotthard Wellink auf eine diplomatische Reise nach Konstantinopel. Später schrieb er ein Buch über die bei dieser Mission gewonnenen Eindrücke zum Islam. Nach seiner Rückkehr aus der Türkei kam es im Mai 1659 zu einem verheerenden Stadtbrand in Stade, bei dem er seine wertvolle Bibliothek verlor. Im selben Jahr noch veröffentlichte er ein Buch über diese Katastrophe.
Als im Februar 1660 der schwedische König und Herzog von Bremen-Verden Karl X. Gustav starb, hielt sich Wallich gerade in Stockholm auf. Er wurde von der Übergangsregierung sogleich damit beauftragt der Stader Regierung erste vorübergehende Informationen zu überbringen. 1661 wurde Wallich als Mitglied in die Fruchtbringende Gesellschaft aufgenommen und am 1. September in den schwedischen Adelsstand erhoben. 1662 begleitete er als oberster Kanzleibeamter den schwedischen Gesandten Per Sparre nach Regensburg und Wien. 1663 wurde Wallich zum 5. Justizrat bestellt. Dieses Amt behielt bis zu seinem Tod. Am 7. Juli 1663 heiratete er Catharina Oelgard Wyneken. An anderer Stelle wird berichtet, dass seine Frau Catharina Oelgarten von Weinnichen hieß und die Hochzeit am 20. Mai stattfand. 1670 wurde er zum Konsistorialrat ernannt.
Wallich starb am 23. Mai 1673 in Stade. Seine Beisetzung fand am 19. Juni statt.

## Werke
- Johann Ulrich Wallich: Vera relatio de incendio Stadano. Elias Holwein, Stade Suecorum 1659 (BSB digital [abgerufen am 1. April 2012]).
- Johann Ulrich Wallich: Religio Turcica. Mahometis vita et orientalis cum occidentali antichristo comparatio. Elias Holwein, Stade Suecorum 1659.